# Pterostylis cernua
Pterostylis cernua är en orkidéart som beskrevs av D.L.Jones, Molloy och Mark Alwin Clements. Pterostylis cernua ingår i släktet Pterostylis och familjen orkidéer. Inga underarter finns listade i Catalogue of Life.